# Patrycja Gulak
Patrycja Anna Gulak, coniugata Lipka (Olsztyn, 16 maggio 1982), è un'ex cestista polacca.

## Carriera
Nel 2012-13 passa alla Ceprini Costruzioni Orvieto.
Con la Polonia ha disputato i Campionati europei del 2011.

## Statistiche
Dati aggiornati al 28 aprile 2012
| Stagione        | Squadra                    | Competizione | Partite | Partite | Partite | Statistiche tiro | Statistiche tiro | Statistiche tiro | Altre statistiche | Altre statistiche | Altre statistiche | Altre statistiche | Altre statistiche |
| Stagione        | Squadra                    | Competizione | Pres.   | Titol.  | Minuti  | Tiri da 2        | Tiri da 3        | Liberi           | Rimb.             | Assist            | Rubate            | Stopp.            | Punti             |
| --------------- | -------------------------- | ------------ | ------- | ------- | ------- | ---------------- | ---------------- | ---------------- | ----------------- | ----------------- | ----------------- | ----------------- | ----------------- |
| 2006-2007       | Acis Incosa León           | LFB          | 25      |         | 230     | 18/54            | 6/20             | 12/19            | 37                | 4                 | 4                 | 3                 | 66                |
| gen. '11-'11    | Asptt Charleville Mezieres | LFB          | 15      |         |         | 15/41            | 0/4              | 4/8              | 46                | 7                 | 10                |                   | 34                |
| 2011-2012       | Gea Magazzini Alcamo       | Serie A1     | 24      | 12      | 542     | 42/93            | 11/26            | 18/24            | 111               | 13                | 15                | 11                | 135               |
| Totale carriera |                            |              |         |         |         |                  |                  |                  |                   |                   |                   |                   |                   |